# Liste der Gebietsänderungen in der Provinz Ostflandern
Die Liste der Gebietsänderungen in der Provinz Ostflandern enthält wichtige Änderungen der Gemeindegebiete in der belgischen Provinz Ostflandern in der Zeit vom 4. Oktober 1830 bis heute. Dazu zählen unter anderem Zusammenschlüsse und Trennungen von Gemeinden, Eingliederungen von Gemeinden in eine andere, Änderungen des Gemeindenamens und größere Umgliederungen von Teilen einer Gemeinde in eine andere. Kleinere Änderungen werden nicht berücksichtigt.

## Legende
- Datum: juristisches Wirkungsdatum der Gebietsänderung
- Gemeinde vor der Änderung: Gemeinde vor der Gebietsänderung
- Maßnahme: Art der Änderung
- Gemeinde nach der Änderung: Gemeinde nach der Gebietsänderung

Die Sortierung erfolgt chronologisch nach dem Datum und nach der aufnehmenden oder neu gebildeten Gemeinde. Heute noch bestehende Gemeinden sind farbig unterlegt. Die Gemeinden, die in die Provinz Ostflandern wechselten, sind grün, diejenigen, die sie verließen, rot unterlegt.

## Gebietsänderungen
| Datum      | Gemeinde vor der Änderung | Maßnahme        | Gemeinde nach der Änderung                                |
| ---------- | --- | --------------- | --------------------------------------------------------- |
| 01.03.1845 | Vrasene, Meerdonk | Neubildung      | Meerdonk                                                  |
| 01.01.1849 | Hermelgem Nederzwalm | Zusammenschluss | Nederzwalm-Hermelgem                                      |
| 02.06.1868 | Nazareth, De Pinte | Neubildung      | De Pinte                                                  |
| 01.01.1872 | Oostakker, Sint-Amandsberg | Neubildung      | Sint-Amandsberg                                           |
| 01.01.1881 | Bazel, Steendorp | Neubildung      | Steendorp                                                 |
| 01.01.1899 | Massemen, Westrem | Neubildung      | Westrem                                                   |
| 01.01.1921 | Destelbergen, Gebietsteile Heusden, Gebietsteile Kalken, Gebietsteile Laarne, Gebietsteile                                               | Neubildung      | Beervelde                                                 |
| 31.03.1923 | Burcht | Umgliederung    | Burcht, Provinz Antwerpen                                 |
| 31.03.1923 | Kruibeke, Gebietsteile | Umgliederung    | Burcht, Provinz Antwerpen                                 |
| 31.03.1923 | Zwijndrecht | Umgliederung    | Zwijndrecht, Provinz Antwerpen                            |
| 31.03.1923 | Kallo, Gebietsteile Melsele, Gebietsteile                                                                                                | Umgliederung    | Zwijndrecht, Provinz Antwerpen                            |
| 01.01.1963 | Petegem [Deinze] | Namensänderung  | Petegem-aan-de-Leie                                       |
| 01.01.1963 | Petegem [Wortegem-Petegem] | Namensänderung  | Petegem-aan-de-Schelde                                    |
| 01.09.1963 | Amougies | Umgliederung    | Amougies, Provinz Hainaut                                 |
| 01.09.1963 | Orroir | Umgliederung    | Orroir, Provinz Hainaut                                   |
| 01.09.1963 | Rozenaken | Umgliederung    | Russeignies, Provinz Hainaut (Namensänderung < Rozenaken) |
| 01.09.1963 | Everbecq, Provinz Hainaut | Umgliederung    | Everbeek (Namensänderung < Everbecq)                      |
| 01.09.1963 | Vloesberg, Provinz Hainaut, d’Hutte | Umgliederung    | Opbrakel                                                  |
| 01.09.1963 | Ellezelles, Provinz Hainaut, Broeken, Koekomere und La Haute                                                                             | Umgliederung    | Ronse                                                     |
| 01.09.1963 | Deux-Acren, Provinz Hainaut, Donkerstraat und Haie-de-Viane                                                                              | Umgliederung    | Viane                                                     |
| 01.01.1965 | Opdorp | Eingliederung   | Buggenhout                                                |
| 01.01.1965 | Bevere Edelare Eine Ename Leupegem Nederename Volkegem                                                                                   | Eingliederung   | Oudenaarde                                                |
| 22.01.1965 | Lemberge | Eingliederung   | Merelbeke                                                 |
| 23.01.1965 | Desteldonk Mendonk Sint-Kruis-Winkel | Eingliederung   | Gent                                                      |
| 23.04.1965 | Kluizen | Eingliederung   | Gent                                                      |
| 01.01.1971 | Goeferdinge Nederboelare Onkerzele Overboelare                                                                                           | Eingliederung   | Geraardsbergen                                            |
| 01.01.1971 | Berchem Kwaremont Ruien Zulzeke | Zusammenschluss | Kluisbergen                                               |
| 01.01.1971 | Beerlegem Dikkele Hundelgem Meilegem Paulatem Roborst Rozebeke Sint-Blasius-Boekel Sint-Denijs-Boekel Sint-Maria-Latem                   | Eingliederung   | Munkzwalm                                                 |
| 01.01.1971 | Heurne Mater Melden Welden | Eingliederung   | Oudenaarde                                                |
| 01.01.1971 | Elene Erwetegem Godveerdegem Grotenberge Leeuwergem Sint-Goriks-Oudenhove Strijpen Velzeke-Ruddershove                                   | Eingliederung   | Zottegem                                                  |
| 04.03.1971 | Astene Petegem-aan-de-Leie Zeveren | Eingliederung   | Deinze                                                    |
| 15.04.1971 | Elst Michelbeke Nederbrakel Opbrakel Zegelsem                                                                                            | Zusammenschluss | Brakel                                                    |
| 01.10.1971 | Elsegem Moregem Petegem-aan-de-Schelde Wortegem                                                                                          | Zusammenschluss | Wortegem-Petegem                                          |
| 20.04.1972 | Appels Sint-Gillis-bij-Dendermonde | Eingliederung   | Dendermonde                                               |
| 01.01.1977 | Baardegem Erembodegem Gijzegem Herdersem Hofstade Meldert Moorsel Nieuwerkerken                                                          | Eingliederung   | Aalst                                                     |
| 01.01.1977 | Bellem Lotenhulle | Eingliederung   | Aalter                                                    |
| 01.01.1977 | Overmere Uitbergen | Eingliederung   | Berlare                                                   |
| 01.01.1977 | Doel Haasdonk Kallo Kieldrecht Melsele Verrebroek Vrasene                                                                                | Eingliederung   | Beveren                                                   |
| 01.01.1977 | Bachte-Maria-Leerne Gottem Grammene Meigem Sint-Martens-Leerne Vinkt Wontergem                                                           | Eingliederung   | Deinze                                                    |
| 01.01.1977 | Iddergem Welle | Eingliederung   | Denderleeuw                                               |
| 01.01.1977 | Baasrode Grembergen Mespelare Oudegem Schoonaarde                                                                                        | Eingliederung   | Dendermonde                                               |
| 01.01.1977 | Zevergem | Eingliederung   | De Pinte                                                  |
| 01.01.1977 | Heusden | Eingliederung   | Destelbergen                                              |
| 01.01.1977 | Aaigem Bambrugge Burst Erondegem Erpe Mere Ottergem Vlekkem                                                                              | Zusammenschluss | Erpe-Mere                                                 |
| 01.01.1977 | Ertvelde Sleidinge | Eingliederung   | Evergem                                                   |
| 01.01.1977 | Asper Baaigem Dikkelvenne Semmerzake Vurste                                                                                              | Eingliederung   | Gavere                                                    |
| 01.01.1977 | Afsnee Drongen Gentbrugge Ledeberg Mariakerke Oostakker Sint-Amandsberg Sint-Denijs-Westrem Wondelgem                                    | Eingliederung   | Gent                                                      |
| 01.01.1977 | Denderhoutem Heldergem Kerksken | Eingliederung   | Haaltert                                                  |
| 01.01.1977 | Moerzeke | Eingliederung   | Hamme                                                     |
| 01.01.1977 | Sint-Kornelis-Horebeke Sint-Maria-Horebeke                                                                                               | Zusammenschluss | Horebeke                                                  |
| 01.01.1977 | Lembeke | Eingliederung   | Kaprijke                                                  |
| 01.01.1977 | Nokere Wannegem-Lede | Eingliederung   | Kruishoutem                                               |
| 01.01.1977 | Kalken | Eingliederung   | Laarne                                                    |
| 01.01.1977 | Impe Oordegem Smetlede Wanzele | Eingliederung   | Lede                                                      |
| 01.01.1977 | Deftinge Hemelveerdegem Sint-Maria-Lierde Sint-Martens-Lierde                                                                            | Zusammenschluss | Lierde                                                    |
| 01.01.1977 | Beervelde Zaffelare Zeveneken | Eingliederung   | Lochristi                                                 |
| 01.01.1977 | Daknam Eksaarde | Eingliederung   | Lokeren                                                   |
| 01.01.1977 | Vinderhoute | Eingliederung   | Lovendegem                                                |
| 01.01.1977 | Etikhove Maarke-Kerkem Nukerke Schorisse                                                                                                 | Zusammenschluss | Maarkedal                                                 |
| 01.01.1977 | Middelburg | Eingliederung   | Maldegem                                                  |
| 01.01.1977 | Gontrode | Eingliederung   | Melle                                                     |
| 01.01.1977 | Eke | Eingliederung   | Nazareth                                                  |
| 01.01.1977 | Hansbeke Landegem Merendree Poesele Vosselare                                                                                            | Eingliederung   | Nevele                                                    |
| 01.01.1977 | Appelterre-Eichem Aspelare Denderwindeke Lieferinge Meerbeke Nederhasselt Neigem Okegem Outer Pollare Voorde                             | Eingliederung   | Ninove                                                    |
| 01.01.1977 | Balegem Gijzenzele Landskouter Moortsele Scheldewindeke                                                                                  | Eingliederung   | Oosterzele                                                |
| 01.01.1977 | Mullem | Eingliederung   | Oudenaarde                                                |
| 01.01.1977 | De Klinge Meerdonk Sint-Pauwels | Eingliederung   | Sint-Gillis-Waas                                          |
| 01.01.1977 | Sint-Jan-in-Eremo Sint-Margriete Waterland-Oudeman Watervliet                                                                            | Eingliederung   | Sint-Laureins                                             |
| 01.01.1977 | Deurle | Eingliederung   | Sint-Martens-Latem                                        |
| 01.01.1977 | Belsele Nieuwkerken-Waas | Eingliederung   | Sint-Niklaas                                              |
| 01.01.1977 | Elversele Steendorp Tielrode | Eingliederung   | Temse                                                     |
| 01.01.1977 | Massemen Westrem | Eingliederung   | Wetteren                                                  |
| 01.01.1977 | Schellebelle Serskamp | Eingliederung   | Wichelen                                                  |
| 01.01.1977 | Ooike | Eingliederung   | Wortegem-Petegem                                          |
| 01.01.1977 | Oostwinkel Ronsele | Eingliederung   | Zomergem                                                  |
| 01.01.1977 | Machelen Olsene | Eingliederung   | Zulte                                                     |
| 02.02.1977 | Borsbeke Hillegem Ressegem Sint-Antelinks Sint-Lievens-Esse Steenhuize-Wijnhuize Woubrechtegem                                           | Eingliederung   | Herzele                                                   |
| 08.02.1977 | Sinaai | Eingliederung   | Sint-Niklaas                                              |
| 08.02.1977 | Kemzeke | Eingliederung   | Stekene                                                   |
| 08.02.1977 | Sinaai, Klein-Sinaai | Umgliederung    | Stekene                                                   |
| 11.02.1977 | Ursel | Eingliederung   | Knesselare                                                |
| 23.02.1977 | Denderbelle Wieze | Eingliederung   | Lebbeke                                                   |
| 02.03.1977 | Adegem | Eingliederung   | Maldegem                                                  |
| 22.03.1977 | Grimminge Idegem Moerbeke [Geraardsbergen] Nieuwenhove Ophasselt Schendelbeke Smeerebbe-Vloerzegem Viane Waarbeke Zandbergen Zarlardinge | Eingliederung   | Geraardsbergen                                            |
| 01.04.1977 | Bazel Rupelmonde | Eingliederung   | Kruibeke                                                  |
| 02.04.1977 | Zwijnaarde | Eingliederung   | Gent                                                      |
| 02.04.1977 | Bottelare Melsen Munte Schelderode | Eingliederung   | Merelbeke                                                 |
| 19.04.1977 | Bassevelde Boekhoute Oosteeklo | Eingliederung   | Assenede                                                  |
| 22.04.1977 | Bavegem Letterhoutem Vlierzele Zonnegem                                                                                                  | Eingliederung   | Sint-Lievens-Houtem                                       |
| 22.04.1977 | Oombergen | Eingliederung   | Zottegem                                                  |
| 02.05.1977 | Huise Ouwegem | Eingliederung   | Zingem                                                    |
| 13.09.1977 | Munkzwalm Nederzwalm-Hermelgem | Zusammenschluss | Zwalm                                                     |
| 17.11.1977 | Everbeek Parike | Eingliederung   | Brakel                                                    |
| 17.11.1977 | Sint-Maria-Oudenhove, Gebietsteile | Umgliederung    | Brakel                                                    |
| 17.11.1977 | Sint-Maria-Oudenhove | Eingliederung   | Zottegem                                                  |
| 01.01.2025 | Zwijndrecht | Umgliederung    | Zwijndrecht, Provinz Antwerpen                            |
| 01.01.2025 | Beveren Kruibeke Zwijndrecht | Zusammenschluss | Beveren-Kruibeke-Zwijndrecht                              |
| 01.01.2025 | De Pinte Nazareth | Zusammenschluss | Nazareth-De Pinte                                         |
| 01.01.2025 | Wachtebeke | Eingliederung   | Lochristi                                                 |
| 01.01.2025 | Moerbeke | Eingliederung   | Lokeren                                                   |